# Trilli e il tesoro perduto
Trilli e il tesoro perduto (Tinker Bell and the Lost Treasure) è un film del 2009 diretto da Klay Hall. È un film d'animazione al computer, basato sul franchise Disney Fairies e prodotto dai DisneyToon Studios. È il sequel del film del 2008 Trilli, e ruota attorno all'omonima fata creata da J. M. Barrie per la sua opera teatrale Peter Pan, o il ragazzo che non voleva crescere, e apparsa negli adattamenti successivi, specialmente in film d'animazione Disney. Il film venne prodotto utilizzando la modellazione digitale in 3D. Venne distribuito in DVD e Blu-ray Disc negli Stati Uniti dalla Walt Disney Studios Home Entertainment il 27 ottobre 2009, mentre in Italia uscì il successivo 11 novembre dopo un'anteprima nei cinema dal 2 ottobre.

## Trama
Le fate con talenti legati alla natura stanno portando nel mondo fermo l'autunno. Nel frattempo, Trilli e le fate della polvere come Terence stanno rimanendo nella Radura Incantata. Trilli sta cercando di fare un "Espresso della Polvere Magica", ma proprio quando fallisce è chiamata ad incontrare la regina Clarion, Fairy Mary e il Ministro dell'autunno.
Costoro le mostrano una mistica pietra di luna e le spiegano i suoi enormi poteri. Ogni otto anni vi è una luna blu del raccolto alla Radura Incantata. Quando la luce di questa rara luna blu passa attraverso la pietra di luna, crea una polvere magica blu per rafforzare e rigenerare l'albero della polvere magica. Il Baccanale d'Autunno è l'evento associato in cui le fate si riuniscono per raccogliere la polvere.
Un nuovo scettro deve essere fatto per sollevare la pietra di luna, e Trilli ne viene incaricata. Anche se Trilli ha fatto degli errori in passato, Fairy Mary spiega che le fate tuttofare imparano da essi di solito. Trilli accetta l'incarico, nonché l'aiuto di Terence. Ma, mentre il lavoro sullo scettro prosegue, Trilli comincia ad avere problemi con Terence, che esagera nel cercare di essere utile. Quando Terence porta una bussola nella sua officina, Trilli perde le staffe e gli dà un calcio, distruggendo il suo scettro appena completato. Dopo aver litigato con il suo amico, le buffonate furiose di Trilli le fanno rompere anche la pietra di luna. Trilli allora parte con una mongolfiera che ha creato per trovare uno specchio magico che, secondo la leggenda, ha concesso due dei tre desideri prima di andare perduto. Trilli si propone di utilizzare il terzo e ultimo desiderio per ripristinare la pietra di luna in frantumi alla sua forma originale.
Durante il tentativo di eludere un pipistrello affamato, la lucciola Brillo si schianta nella mongolfiera di Trilli, anche se la fata non lo vede. Dopo aver volato oltre, Trilli inizia ad avere fame, ma quando cerca del cibo nei suoi sacchetti scopre che esso è stato tutto mangiato da Brillo. Trilli ordina a Brillo di andarsene, ma la lucciola vuole rimanere con la fata. Trilli cerca quindi di leggere la mappa, ma è troppo buio, così Brillo fa luce permettendole di leggere. Trilli permette quindi a Brillo di rimanere. Mentre l'avventura del duo continua, Trilli pensa di essere arrivata all'arco di pietra che si dice porti allo specchio. Lascia quindi la mongolfiera per assicurarsene. Mentre Trilli si accorge che si tratta in realtà di un albero piegato, la mongolfiera viene portata via dal vento. Dopo averlo inseguito, Trilli e Brillo vengono abbattuti dal vento. La fata sviene, e la mattina dopo si sveglia affamata e perduta.
Brillo chiama a raccolta alcuni insetti della foresta che portano cibo e acqua a Trilli e conducono il duo verso l'arco di pietra, facendo loro continuare l'avventura. Trilli e Brillo trovano infine il relitto che contiene lo specchio, ma lei spreca accidentalmente il terzo desiderio (desiderando che Brillo smetta di far rumore per un minuto). Quando comincia a piangere, Trilli ritrova Terence, che l'aveva seguita dopo aver scoperto i suoi piani ed i frammenti della pietra di luna nella sua casa vuota. I due scappano (insieme a Brillo) da un branco di ratti.
Il trio riparte per la Radura Incantata. Lungo la strada, Trilli costruisce lo scettro con una gemma bianca della parte superiore dello specchio, i pezzi di scettro che Terence ha saggiamente portato, e i pezzi pietra di luna, il tutto con l'angolo giusto. Scopre la magia della vera amicizia, dell'umiltà e dell'amore. Quando arriva alla Radura Incantata, grazie al lavoro di squadra con Terence, è pronta a dare lo scettro alla regina Clarion.
Quando svela lo scettro, le fate sono tutte scioccate e allarmate nel vedere i frammenti della preziosa pietra di luna. Tuttavia, i frammenti della pietra di luna rotta creano un inatteso vantaggio: hanno drasticamente ingrandito e aumentato la superficie attraverso cui i raggi della luna blu possono passare, creando la più grande fornitura di polvere magica blu mai vista nella Radura Incantata.

## Produzione
Poiché il film si svolge nel clima più fresco dell'autunno, i costumi per Trilli richiesero un design più realistico. I disegnatori aggiunsero una camicia a maniche lunghe, uno scialle, leggings e stivali al suo costume. Disse il direttore Klay Hall: "Nei film precedenti, indossa il suo iconico vestitino verde. Tuttavia, essendo autunno ed essendoci un'aria più fresca, oltre al fatto che questo è un film d'avventura, il suo vestito proprio non funzionerebbe".

## Colonna sonora
La colonna sonora del film è stata composta da Joel McNeely, lo stesso del primo film. Egli registrò la musica di un ensemble di 82 pezzi della Hollywood Studio Symphony e la solista di violino celtico Máiréad Nesbitt al Sony Scoring Stage. Per la versione giapponese del film venne scelta come tema principale la canzone "You Were..." di Ayumi Hamasaki.

### Album
La colonna sonora venne pubblicata il 22 settembre 2009, e contiene canzoni dal film e ispirate a esso. La versione italiana venne pubblicata il 30 ottobre. La colonna sonora contiene anche "Fly to Your Heart" dal primo film. Dall'album venne estratto anche il singolo "Gift of a Friend" di Demi Lovato, distribuito il 16 dicembre con un video musicale; la canzone appare anche nel secondo album della cantante, Here We Go Again.

#### Tracce
1. L'Aura – L'attimo in cui – 3:24
2. Renata Fusco – Il volo delle fate – 0:53
3. Jordan Pruitt – Take to the Sky – 3:49
4. Méav Ní Mhaolchatha – Where the Sunbeams Play – 2:14
5. Jordin Sparks – Road to Paradise – 3:42
6. Jesse McCartney – I'll Try – 3:49
7. Claudia Paganelli – È arrivato l'autunno – 3:02
8. Tiffany Thornton – Magic Mirror – 3:36
9. Hayley Orrantia – The Magic of a Friend – 3:39
10. Jonatha Brooke – It's Love That Holds Your Hand – 4:00
11. Savannah Outen – A Greater Treasure Than a Friend – 3:13
12. Ruby Summer – Pixie Dust – 3:40
13. Alyson Stoner – Fly Away Home – 4:46
14. Renata Fusco – Verso una nuova avventura – 3:31
15. Amalia Gré – Volerai – 3:13
16. Demi Lovato – Gift of a Friend – 3:26
17. Selena Gomez – Fly to Your Heart – 3:13

## Distribuzione
Il film venne proiettato in anteprima nell'ufficio delle Nazioni Unite a New York il 25 ottobre 2009. Kiyotaka Akasaka, Sottosegretario generale per la Comunicazione e la Pubblica Informazione, nominò Trilli "ambasciatrice onoraria del verde" per contribuire a promuovere la consapevolezza ambientale tra i bambini. In Italia invece l'anteprima avvenne nei cinema, a partire dal 2 ottobre. Il film uscì al cinema anche in Grecia (15 ottobre) e in Giappone (23 dicembre).

### Edizione italiana
Il doppiaggio italiano del film venne eseguito dalla Dubbing Brothers Int. Italia e diretto da Leslie La Penna su dialoghi di Paola Valentini. Le canzoni sono dirette da Ermavilo su testi di Lorena Brancucci. L'edizione italiana vede come guest stars i Fichi d'India, che doppiano i due troll in cui si imbatte Trilli. Rispetto al film precedente sono cambiati due doppiatori:
- Luigi Morville sostituisce Giulio Rubinelli nel ruolo di Terence;
- Paolo Marchese sostituisce Riccardo Deodati nel ruolo del Ministro dell'autunno.

## Accoglienza
Nei primi due mesi di distribuzione, le vendite di DVD incassarono circa 50 milioni di dollari per 3,25 milioni di unità vendute.